# Projecció cilíndrica equidistant

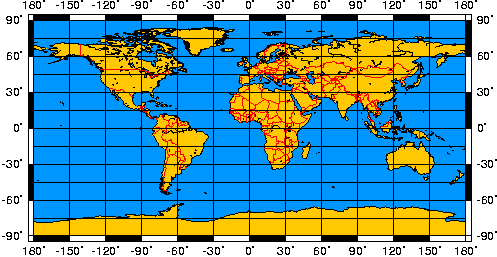
Mapa del món en projecció plate carrée

La projecció cilíndrica equidistant, també coneguda com a projecció rectangular o  Plate Carrée, és una projecció cartogràfica cilíndrica que no és conforme (distorsiona les formes i els angles) i no és equivalent (distorsiona les àrees relatives).
Aquesta projecció és un artefacte matemàtic, no una representació d'una construcció geomètrica. És molt senzilla de construir perquè és una traducció directa de longitud i latitud com a coordenades cartesianes.
L'escala és constant al llarg de l'Equador però la distorsió creix 
cap a les zones polars.
En aquesta projecció tots els meridians i paral·lels apareixen representats rectes i separats amb una distància constant.
Suposant una escala a l'Equador escala i un meridià central de longitud long0, aquestes són les equacions per a un mapa d'aspecte equatorial per a obtenir les coordenades cartesianes x, y en el pla per al lloc amb longitud long i latitud lat:

Projecció cilíndrica equidistant amb Indicatriu de Tissot de deformació

```
x = escala * (long - long0)
y = escala * lat
```